# Logan Rogerson
Logan Tipene Rogerson (Hamilton, 28 maggio 1998) è un calciatore neozelandese, attaccante dell'Auckland FC e della nazionale neozelandese.

## Caratteristiche tecniche
Giocatore molto duttile, gioca prevalentemente come ala destra, posizione in cui può sfruttare al meglio la propria velocità e l'abilità nel dribbling. Molto dotato tecnicamente e con un buon senso del gol, può giocare anche come seconda punta o da falso nueve. Per le sue caratteristiche è stato paragonato a Mathew Leckie.

## Carriera

### Club
Ha giocato nella prima divisione neozelandese, in quella australiana ed in quella finlandese, oltre che nella terza divisione tedesca.

### Nazionale
Ha vinto la Coppa delle nazioni oceaniane nel 2016 con la propria nazionale, con la quale aveva esordito nel 2015, all'età di 17 anni. Nel 2017 ha invece partecipato ai Mondiali Under-20.

## Palmarès

### Club

#### Competizioni nazionali
- New Zealand Football Championship: 1

Auckland City: 2019-2020
- Premier's Plate: 1

Auckland FC: 2024-2025

### Nazionale
- Coppa d'Oceania: 1

Papua Nuova Guinea 2016